# Auferstehungskirche (Bad Salzuflen)
Koordinaten: 52° 5′ 16,8″ N, 8° 44′ 27,6″ O

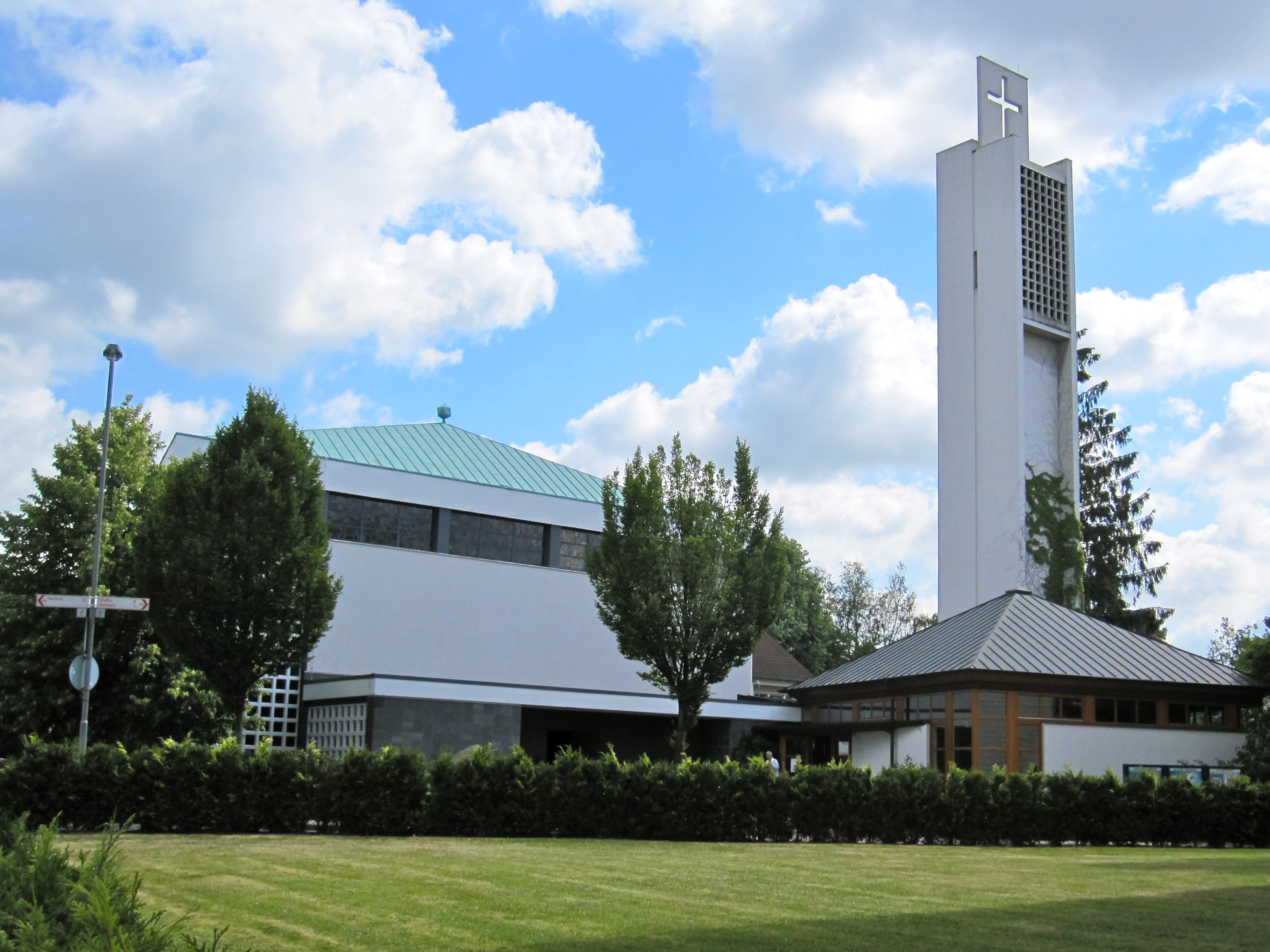
Auferstehungskirche
Bad Salzuflen (2017)

Die Auferstehungskirche in Bad Salzuflen, im Gröchteweg an der Ecke Volkhausenstraße, ist die jüngste evangelische Kirche des Ortes und neben der Erlöserkirche die zweite Kirche der evangelisch-lutherischen Kirchengemeinde Bad Salzuflen. Die Kirche wird von der evangelisch-reformierten Gemeinde als Gottesdienstort mitgenutzt.
Die Gemeinde nimmt an der Aktion Offene Kirche der Lippischen Landeskirche teil.
Die Kirche ist außerhalb der Gottesdienstzeiten auch werktags geöffnet.

## Baugeschichte

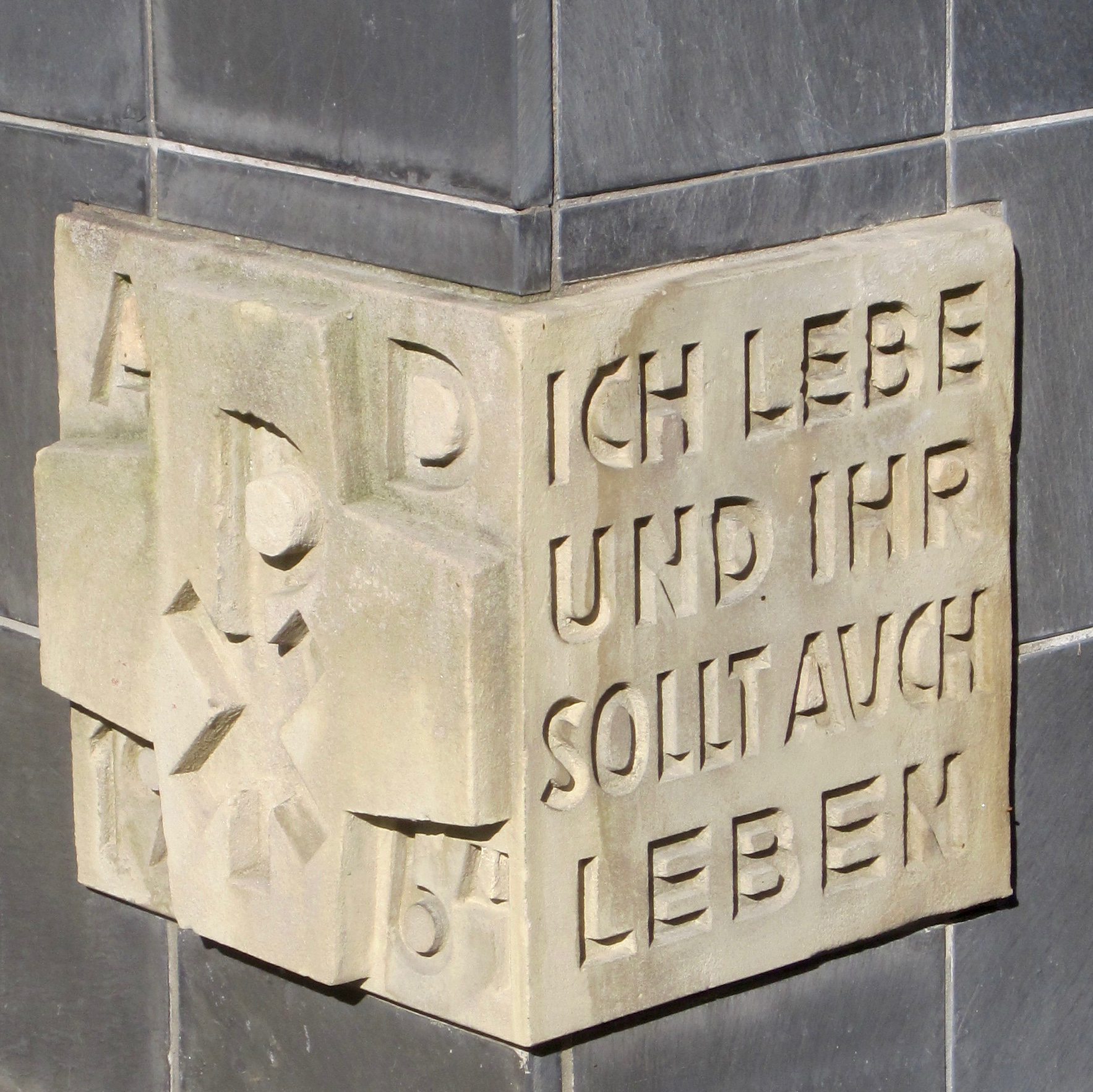
Grundstein

Der starke Gottesdienstbesuch durch Kurgäste im Sommer machte den Bau einer zweiten lutherischen Kirche im Stadtgebiet notwendig. Ein Baugrundstück am Gröchteweg im Westgebiet der Stadt wurde erworben und nach dem Bau eines Pfarrhauses wurde im Jahr 1964 mit dem Bau der Kirche begonnen. Am 13. Juli 1964 erfolgte die Grundsteinlegung. Der Grundstein trägt die Inschrift „Ich lebe und ihr sollt auch leben“ (Joh 14,19 ). Die eingemauerte |Urkunde endet mit dem Satz: „Möchte der auferstandene Herr sich unserer Gemeinde und in dieser Kirche immer neu als der Lebendige erweisen.“
Die Kirche wurde nach Plänen des Architekten Heinrich Loos (Bad Salzuflen) erbaut. An der künstlerischen Gestaltung wirkten das Künstlerehepaar Hans-Helmuth von Rath (1923 – 29. Dezember 2001), seine Frau Margarete von Rath und der Gemeindepfarrer Eberhard Schendel (1925–2016) wesentlich mit.

„Bestechend ist die Harmonie zwischen handwerklicher und künstlerischer Ausgestaltung, die man in dieser vollendeten Form nur selten vorfindet.“

„Die der Andacht dienende Ausgestaltung wurde nicht lediglich hinzugefügt, sondern sie ist zusammen mit dem Bauwerk gewachsen.“

Am 1. Mai 1966, dem Sonntag Jubilate, wurde die Auferstehungskirche in einem Festgottesdienst durch Landessuperintendent Smidt und Superintendent Klose eingeweiht.

## Architektur

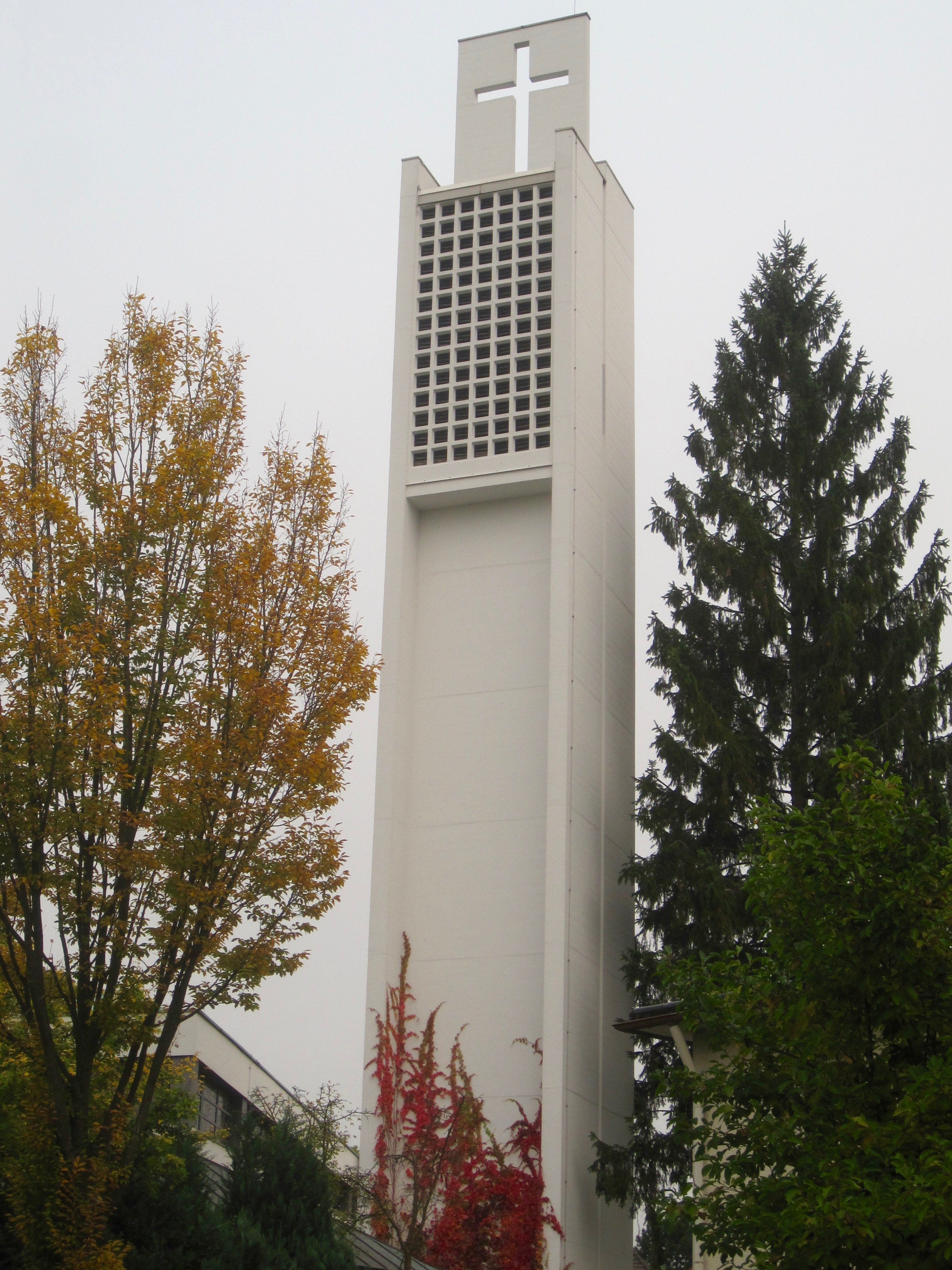
Glockenturm mit ausgespartem Kreuz

Die Grundform der Kirche bildet eine Parabel. Damit wird die Gedanken der Auferstehung Jesu Christi versinnbildlicht: Hinab in den Tod und wieder hinauf ins Leben. Der Kirchenraum bietet Platz für 310 Gläubige und 110 auf der Empore, er kann durch Öffnung von Zwischenwänden um den Gemeinderaum in Anbau um 80 Plätze erweitert werden. Die Gebäude wurden 1995 auf dem freien Gelände am Turm um ein modernes Gemeindezentrum und einen Jugendkeller erweitert (Architektin Maria Winkler und Büro Loos). In diesem Gemeindezentrum werden regelmäßig Kunstausstellungen präsentiert.
Auf der östlichen Dachseite der Kirche ist, von der Straße nicht sichtbar, eine Photovoltaikanlage installiert.
Der 29 Meter hohe Turm wird von einer senkrechten Betonplatte gekrönt. Die Platte mit ausgespartem Kreuz wird nachts von der Kirchenseite her beleuchtet. Damit ergeben sich zwei verschiedene Ansichten: Ein dunkles Kreuz auf hellem Hintergrund und ein helles Kreuz auf dunklem Hintergrund.

## Ausstattung

### Altarraum

Altarraum im Morgenlicht

Kanzel, Altar und Taufstein sind aus hellem Obernkirchener Sandstein gefertigt. Am Altar taucht wieder die Parabelform auf, die zusammen mit der schwarzen Marmorplatte auf das leere Grab hinweist. Die Kanzel mit dem Christusmonogramm ☧ ist etwas zur versammelten Gemeinde hineingerückt.
Der Taufstein hat einen kupfernen Deckel mit einem Griff in Fischform. Darin eingelassen ist ein Stein von der Stelle am Jordan, an der Jesus getauft worden sein soll. Um das Taufbecken ist die christliche Taufformel „Im Namen des Vaters und des Sohnes und des Heiligen Geistes“ eingemeißelt.
An der Wand hinter dem Altar hängt als Zentralpunkt des Raumes heute ein Altarkreuz. Es ist mit Bergkristallen und Glaselementen geschmückt. Ein Pult nimmt das Lektionar auf und auf dem Osterleuchter wird von Ostern bis Christi Himmelfahrt die Osterkerze entzündet.
Zu beiden Seiten des Altarraumes erheben sich raumhoch große Glasfenster. Links auf der Kanzelseite das Auferstehungsfenster mit kräftigen, dunkleren Farbflächen, in die von oben hellere Flächen eindringen. Auf der Taufsteinseite rechts das Himmelfahrtsfenster mit blauen Farben, die nach oben in Gelb- und Weißtöne übergehen. Eine Kreisform mit dem Dreieck als Zeichen der Dreifaltigkeit und dem Gottesauge deutet in eine andere als die irdische Dimension.

### Kreuzwegfenster
Entlang der Westwand bilden große farbige Glasfenster einen Kreuzweg. Sie beziehen sich auf das Leiden Christi und der Menschen. Das erste Fenster erinnert mit hellen Farben an den Einzug in Jerusalem. Im zweiten Bild stehen Rottöne für das vergossene Blut. Die dunklen Farben des dritten Bildes stehen für den Garten Gethsemane. Im vierten Feld leuchtet ein kleines gelbes Dreieck (Christus als Licht der Welt) zwischen dunklen Farben der Bedrängnis. Das letzte Fenster in Kanzelhöhe zeigt ein schräg liegendes, helles Kreuz. Die Künstler nannten es Aufrichtung des Kreuzes. Das Bild in Höhe der Kanzel nimmt die Farben des Auferstehungsfensters links im Altarraum auf.

### Krippe
Unter einem Treppenaufgang zur Orgelempore, diagonal zum Taufstein, befindet sich eine Plastik von Hans Dinnendahl (1901–1966). Das Kind in der Krippe streckt segnend die Hände über die versammelte Gemeinde aus. Im Kirchenfenster darüber erscheint der Stern von Betlehem als Glasmalerei.

### Weinstockrelief
Am Kirchenausgang hängt das Relief Christus der Weinstock von Hanns-Helmut von Rath. Der Weinstock in Kreuzform trägt eine Traube mit 12 Beeren (12 Stämme Israels, 12 Apostel). Drei Wurzelstränge (Dreieinigkeit) umfangen sieben Kammern mit Steinen aus Orten des Wirkens Gottes (Sinai, Lots Meer, Berg der Seligpreisungen, Gethsemane, Rom, Auschwitz). Rom und Auschwitz stehen hier für die christlichen und jüdischen Märtyrer. Die Steine wurden von Gemeindegliedern gesammelt und zur Verfügung gestellt.

### Kirchenfoyer
Im Kirchenfoyer, als Andachtsraum gestaltet, hängt die Skulptur Christus der Weltenrichter von Josef Rikus. Der thronende Christus mit Dornenkrone breitet seine Hände mit den Wundmalen aus. Ursprünglich hing die Skulptur im Altarraum, sie wurde später dort durch ein Kreuz ersetzt.
In der linken Fensterfront sind drei kleine Glasbilder mit biblischen Themen Brennender Dornbusch (2. Mose 3,2 ) Auferstehung (Mt 28,6 ) und im dritten Bild die Zusammenschau vom Schatz im Acker (Mt 13,44–46 ), der Aussendung der Jünger (Mt 28,18–20 ) und dem Pfingstwunder (Apg 2,1–4 ) zu sehen.

### Weitere Kunstwerke
Das Passionskreuz von Ernst Paul Hinckeldey (1893–1952) befindet sich jetzt im Gemeinderaum. Es zeigt in expressionistischer Sprache den Gekreuzigten. Dort befindet sich auch eine Erstausgabe der Kurfürstenbibel, Nürnberg 1640/1641.
An mehreren Stellen sind Bilder von H.-H. von Rath zu sehen, unter anderem das große Acrylgemälde crede et manducasti von 1966 in der Vorhalle und ein Ölgemälde Wachet auf mit einem musizierenden Engel auf der Empore am Treppenaufgang.

## Orgeln

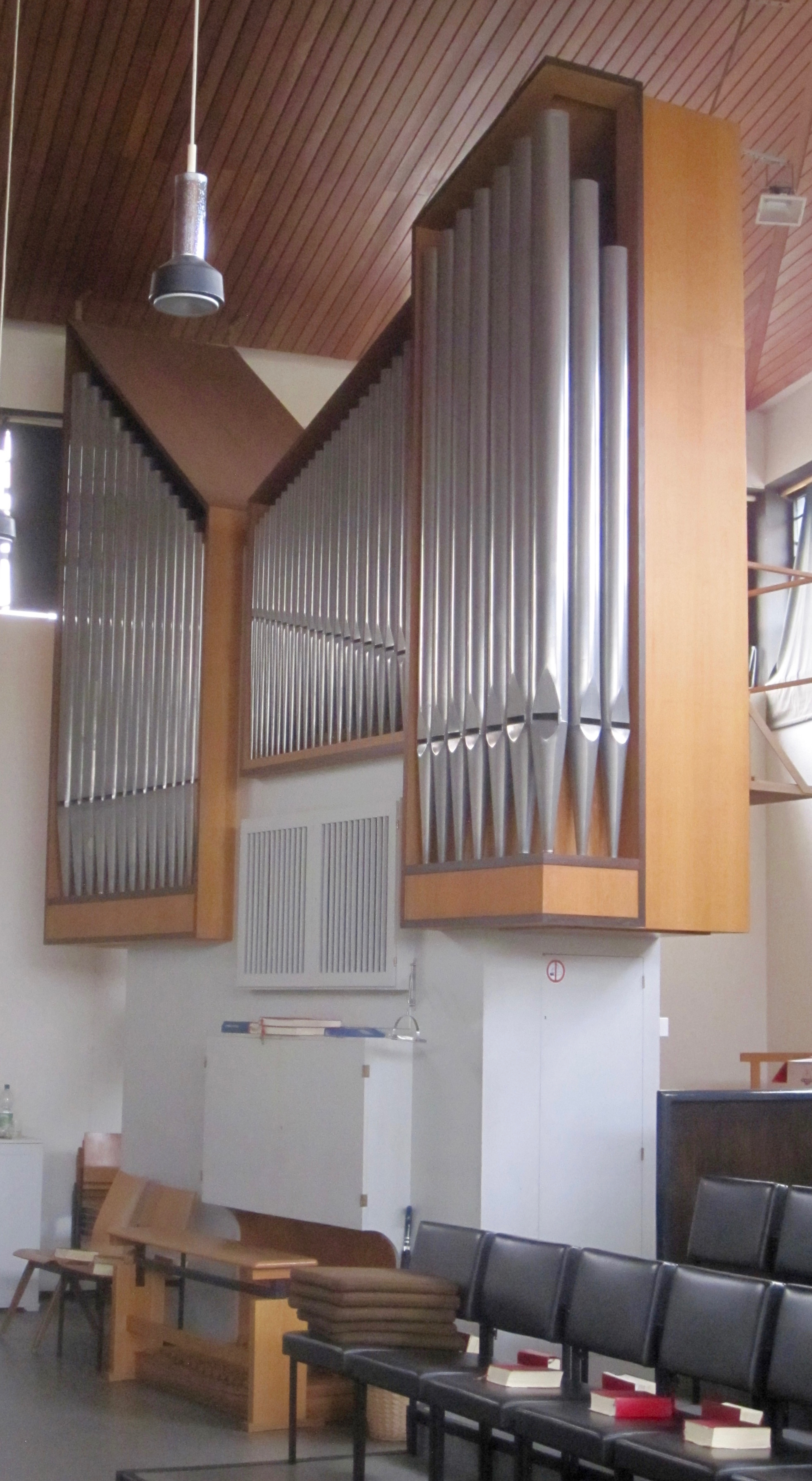
Führer-Orgel

### Führer-Orgel
Auf der Empore steht die Orgel von 1966, die aus der Werkstatt Alfred Führer, Wilhelmshaven, stammt.
Die Orgel verfügt über 18 Register auf zwei Manualen und Pedal und einen manuell zu bedienenden Schöpfbalg.
Die Disposition lautet:
| I Hauptwerk C–g3 |       |
| Prinzipal        | 8′    |
| Rohrflöte        | 8′    |
| Oktav            | 4′    |
| Nasard           | 2 ⁄3′ |
| Flachflöte       | 2′    |
| Mixtur IV–VI     |       |
| Trompete         | 8′    |
| Tremulant        |       |

| II Brustwerk C–g3 |       |
| Gedackt           | 8′    |
| Blockflöte        | 4′    |
| Prinzipal         | 2′    |
| Quinte            | 1 ⁄3′ |
| Scharff III       |       |
| Regal             | 8′    |
| Tremulant         |       |

| Pedal C–f1       |     |
| Subbaß           | 16′ |
| Prinzipal        | 8′  |
| Gemshorn         | 4′  |
| Rauschpfeife III |     |
| Fagott           | 16′ |

- Koppeln: II/I, IP, II/P

### Truhenorgel
2014 wurde eine Truhenorgel der Firma Henk Klop (Holland) erworben. Sie hat vier Register und eine geteilte Lade.

## Glocken
Die vier Stahlglocken wurden vom Ehepaar Güth der Gemeinde gestiftet. Sie wurden am 20. September 1965 geweiht und wenige Tage später im Turm aufgehängt.
| Nr. | Name     | Gussjahr | Gießer          | Schlagton | Inschrift                           |
| 1   | Glaube   | 1965     | Bochumer Verein | g 1       | Glaubet an den Herrn Jesus Christus |
| 2   | Liebe    | 1965     | Bochumer Verein | a 1       | Liebet euch untereinander           |
| 3   | Hoffnung | 1965     | Bochumer Verein | h1        | Seid fröhlich in Hoffnung           |
| 4   | Gebet    | 1965     | Bochumer Verein | d 2       | Betet ohne Unterlaß                 |

Das Besondere dieses Vierergeläuts besteht darin, dass das Fundament von einer Duroktavglocke und die Spitze von einer Sextglocke gebildet wird.
Die Läuteordnung gibt folgendes vor::
- Einläuten des Sonntags am Sonnabend um 18:00 Uhr mit allen Glocken,
- Zusammenläuten fünf Minuten vor Beginn von Gottesdiensten und Konzerten mit allen Glocken,
- Zum Vaterunser im Gottesdienst mit der kleinen Glocke (Gebet),
- Am Tag der Beerdigung eines Gemeindemitglieds um 11:00 Uhr mit der großen Glocke (Glaube)

## Nutzung
Die Auferstehungskirche wird für Gottesdienste genutzt. Im Laufe der Zeit ist im Gemeindezentrum eine Dependance des Evangelischen Beratungszentrums eingezogen und das Zentrum Lichtblick als Ort zur Gestaltung von Abschieden und Übergängen wurde eröffnet.